# Dikwandig draadwatje
Het dikwandig draadwatje (Trichia contorta) is een slijmzwam uit de familie Trichiidae. Het leeft saprotroof  op dood hout in naaldbos en gemengd bos.

## Kenmerken

### Uiterlijke kenmerken
Het dikwandig draadwatje groeit in groepen dicht bij elkaar of verspreid. Het heeft zittende sporocarpen (vruchtlichamen) die zelden een zeer korte zwarte steel hebben. De sporangia zijn bolvormig en meten 0,5 tot 0,8 mm in diameter. 

### Microscopische kenmerken
De elateren zijn voorzien van drie tot vijf spiralen vaak onduidelijke of ruige spiraalbanden welke aan alle kanten ongeveer even ver uitsteken. Ze zijn aan het einde wat dikker met een gebogen punt.
De sporen zijn geel in massa en bleek geel met doorvallend licht. Ze zijn fijnstekelig bezet en meten 10 tot 14 micron in diameter.

## Verspreiding
Het verspreidingsgebied van Trichia contorta strekt zich uit over alle continenten met uitzondering van Antarctica. In Nederland komt het vrij zeldzaam voor.

## Foto's

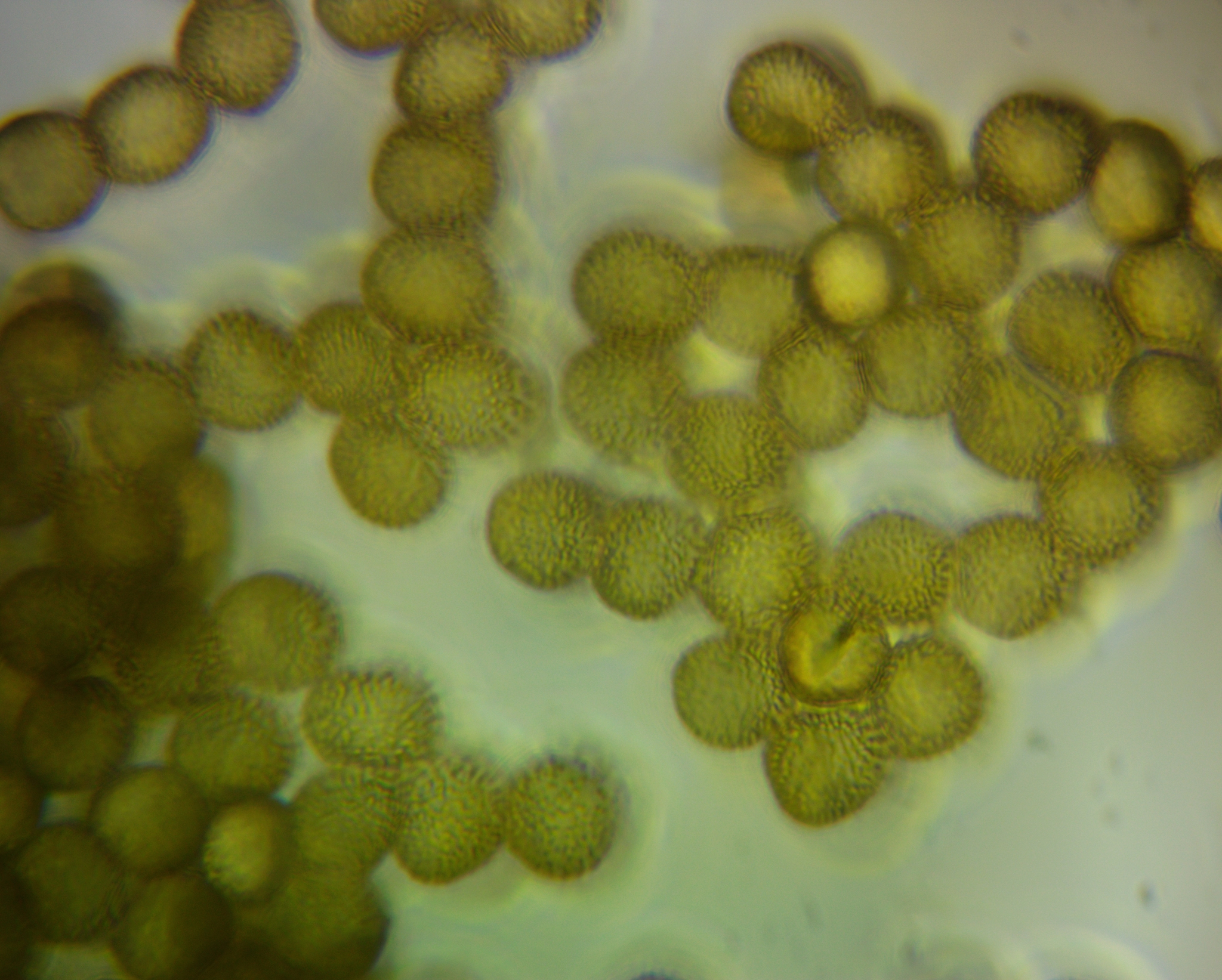
Fijnstekelige sporen
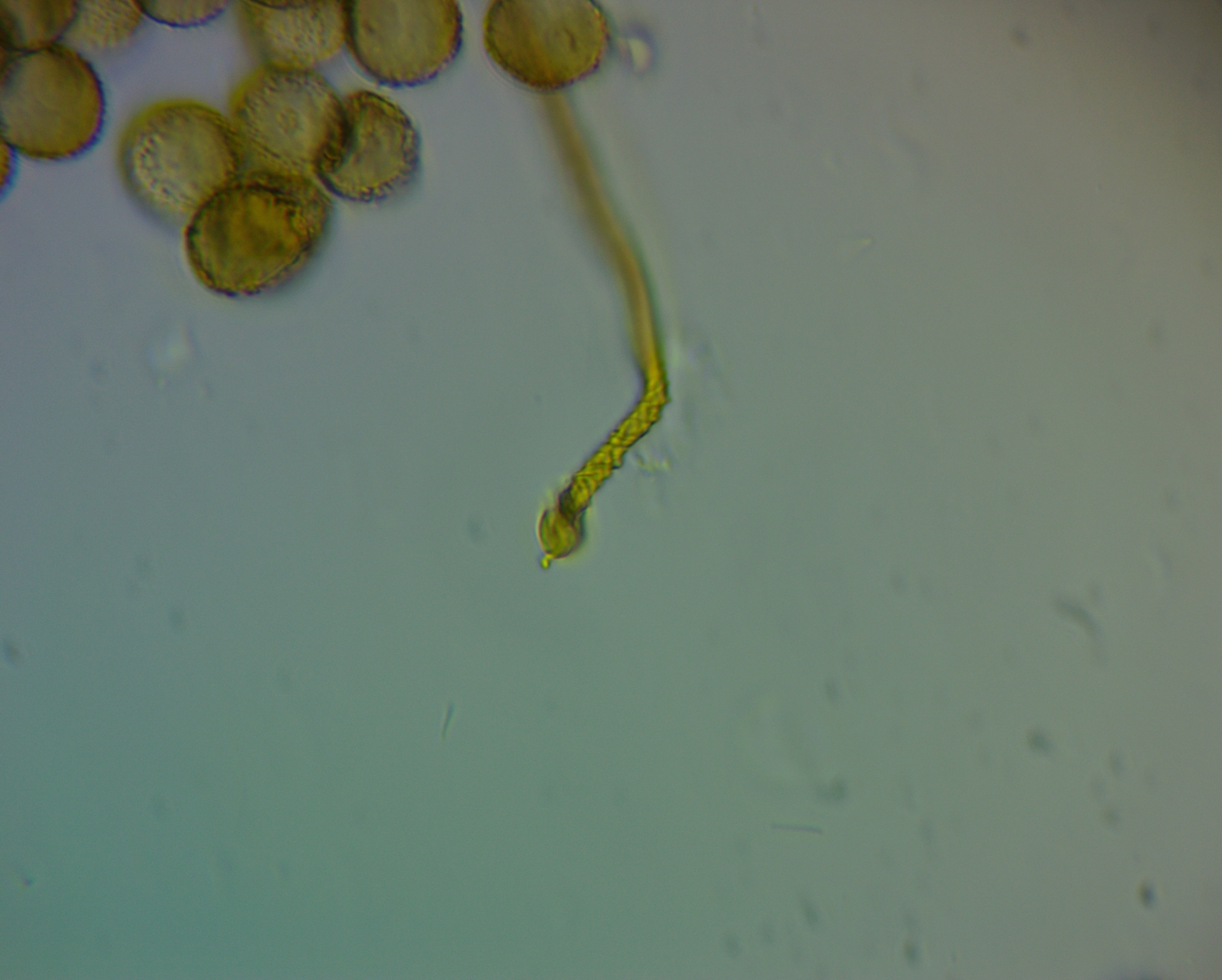
Elater met gezwollen einde